# Aldo de Nigris
Jesús Aldo de Nigris Guajardo (Monterrey, 22 de juliol de 1983) conegut simplement com a Aldo de Nigris, és un futbolista internacional mexicà d'ascendència italiana. Format al CF Monterrey, després de passar per diferents clubs mexicans, actualment juga de davanter al Chivas i a la selecció mexicana. És germà del també futbolista, ja mort, Antonio de Nigris.

## Trajectòria amb clubs

### Inicis
Malgrat formar-se a les divisions inferiors del CF Monterrey, va començar a jugar com a professional al Tigres UANL. El 2007 va marxar al CD Veracruz, però amb el seu descens a la segona divisió, va fitxar pel Club Necaxa.

### CF Monterrey
El 5 de desembre de 2008, el CF Monterrey va anunciar la incorporació d'Aldo de Nigris del Necaxa com a cessió. El 15 de novembre de l'any següent, va morir el seu germà Antonio, que jugava amb l'AE Larissa grec, amb 31 anys. En el primer partit després de la mort del seu germà, Aldo li va dedicar el seu gol. Era un partit de play-off contra el Club America del torneig Apertura 2009. Aldo també marcà dos gols a la següent eliminatòria contra el Club Toluca a la semifinal, i un altre a la final contra el Cruz Azul, donant al CF Monterrey el títol i dedicant el campionat al seu germà.

## Trajectòria com a internacional
Va ser convocat per la selecció de futbol de Mèxic per partits amistosos contra Bolívia el 24 de febrer i Nova Zelanda el 3 de març de 2010. Mèxic va guanyar a Bolívia per 5–0, en el qual de Nigris va entrar al terreny de joc per a substituir un company. Va començar com a titular contra Nova Zelanda, en el qual va jugar durant els primers quaranta-cinc minuts, fins que va ser substituït a mitja part. Mèxic acabaria guanyant 2–0. Aldo de Nigris no va ser convocat per la plantilla de Javier Aguirre Onaindía per la Copa del Món de 2010 a causa d'una lesió al turmell, de la qual va tardar 12 setmanes a recuperar-se. El 29 de març de 2011 va marcar el seu primer gol com a internacional, en un amistós contra Veneçuela.

### Copa d'Or de 2011
A la Copa d'Or de la CONCACAF de 2011, el 5 de juny de Nigris va marcar el segon gol en la victòria contundent contra El Salvador després d'estar-se a la banqueta la majoria del partit en un partit que acabà 5–0. El 9 de juny de Nigris va marcar el 3–0 després d'estar-se com a substitut de nou contra Cuba en un partit que també finalitzà 5–0. El 18 de juny els mexicans jugaren contra Guatemala, en què de Nigris va marcar l'1–1 empatador en un partit que acabaria 2–1 pels de Mèxic per a classificar-se per la semifinals de la Copa d'Or. El 22 de juny, en la semifinal contra Hondures, va marcar al minut 93 de la pròrroga marcant així l'1–0 d'un resultat final de 2–0 amb el qual Mèxic va sentenciar el partit.

### Gols com a internacional
Llista dels gols marcats per Aldo de Nigris jugant per Mèxic.
| Gol | Data               | Localització                                           | Oponent      | Gol marcat | Resultat | Competició                       |
| --- | ------------------ | ------------------------------------------------------ | ------------ | ---------- | -------- | -------------------------------- |
| 1.  | 29 de març de 2011 | Qualcomn Stadium, San Diego, Estats Units              | Veneçuela    | 1–0        | 1–1      | Amistós                          |
| 2.  | 1 de juny de 2011  | Invesco Field at Mile High, Denver, Estats Units       | Nova Zelanda | 3–0        | 3–0      | Amistós                          |
| 3.  | 5 de juny de 2011  | Cowboys Stadium, Arlington, Estats Units               | El Salvador  | 2–0        | 5–0      | Copa d'Or de la CONCACAF de 2011 |
| 4.  | 9 de juny de 2011  | Bank of America Stadium, Charlotte, Estats Units       | Cuba         | 3–0        | 5–0      | Copa d'Or de la CONCACAF de 2011 |
| 5.  | 18 de juny de 2011 | New Meadowlands Stadium, East Rutherford, Estats Units | Guatemala    | 1–1        | 2–1      | Copa d'Or de la CONCACAF de 2011 |
| 6.  | 22 de juny de 2011 | Reliant Stadium, Houston, Estats Units                 | Hondures     | 1–0        | 2–0      | Copa d'Or de la CONCACAF de 2011 |

## Palmarès

### Tigres de la UANL
- InterLiga (2): 2005 i 2006.

### CF Monterrey
- Lliga de Campions de la CONCACAF (1): 2010-11.
- Primera División de México (2): Apertura 2009 i Apertura 2010.
- InterLiga (1): 2010.